# Shōkō
Shōkō (称光, 12 de junho de 1401 – 30 de agosto de 1428) foi o 101º imperador do Japão, na lista tradicional de sucessão. Pertencia ao Ramo Jimyōin-tō da Família Imperial. Seu reinado abrangeu os anos de 1412 a 1428.

## Vida
Antes de ascender ao Trono do Crisântemo, seu nome pessoal era Mihito. Ele era o filho do Imperador Go-Komatsu. Sua mãe era Hinonishi Motoko, filha de Hino Sukekuni. Shōkō tornou-se imperador após a abdicação de seu pai, Imperador Go-Komatsu  em 5 de outubro de 1412, mas este continuou a administrar o pais como Imperador Aposentado durante o reinado de Shōkō com a supervisão do xogum Yoshimochi.
A sucessão de Shōkō enfureceu muito o antigo imperador do sul, Go-Kameyama, que protestou ao xogum afirmando que sua concordância com o acordo de reconciliação de 1932 estava no entendimento de que um membro de seu ramo da Família imperial sucederia Go-Komatsu. Este realmente foi o caso, mas a alegação de Go-Kameyama foi ignorada por Yoshimochi. Go-Kameyama tentou reunir apoio suficiente para um desafio armado, mas não obteve sucesso, apesar de Shōkō ter provado que não tinha as minimas condições para ser um bom soberano.
Em 18 de julho de 1419 ocorreu a Invasão Oei onde a Dinastia Joseon da Coreia invadiu a província de Tsushima para lutar contra piratas que estavam baseados na Ilha de Tsushima.
Em 1423 o xogum Yoshimochi se aposenta em favor de seu filho, Ashikaga Yoshikatsu, que tinha na época 17 anos de idade. Mas, três anos depois Yoshikatsu veio a falecer e Yoshimochi volta a assumir o cargo se xogum até sua morte em 3 de fevereiro de 1428, aos 43 anos de idade. Neste mesmo ano em agosto o Shōkō veio a falecer.
Durante seus dezesseis anos no trono Shōkō não se interessou pelos assuntos familiares, mas revelou ter um temperamento violento, excêntrico e imprevisível. Apesar de se interessar por exercícios militares em geral e no arco e flecha em particular. Professava ser um budista fervoroso e ser vegetariano. Mas também era um bêbado briguento, que frequentemente espancava as mulheres do palácio com as costas de sua espada. Shōkō era pai de três filhas, mas depois, tornou-se obcecado pela magia tântrica, e absteve-se do sexo na crença de que assim aumentaria seus poderes. O que não adiantou muito para prolongar a sua vida, pois morreu com menos de 30 anos.
Antes da morte de Shōkō, seu pai Go-Komatsu o havia instado a adotar o Príncipe Imperial Sadafusa, neto do terceiro soberano do norte Sukō, e torná-lo seu herdeiro. Mas Shōkō teve um de seus ataques de fúria e não pôde ser persuadido a obedecer. Sadafusa, prudentemente, deixou a capital e tornou-se um sacerdote budista então Go-Komatsu adotou o filho deste Hikohito de dez anos de idade, seu sobrinho de terceiro grau. Que foi o sucessor de Shōkō após a morte deste se tornando o Imperador Go-Hanazono.
A Agência da Casa Imperial reconhece Fukakusa no kita no misasagi em Fushimi-ku, Quioto como seu túmulo.